# هل‌تاون (کالیفرنیا)
هل‌تاون (به انگلیسی: Helltown) یک منطقهٔ مسکونی در ایالات متحده آمریکا است که در شهرستان بیوت، کالیفرنیا واقع شده‌است. هل‌تاون ۲۶۶ متر بالاتر از سطح دریا واقع شده‌است.